# Caracalpachi
I Caracalpachi (anche Caracalpacchi; Kara Kalpak; Qara-Qalpaq; e altre varianti) sono un gruppo etnico parlante la lingua karakalpaka che risiede nel Karakalpakstan a sud-est del lago d'Aral, intorno al delta del fiume Amu Darya e ad est del deserto chiamato Kyzyl Kum (Kızıl Kum).
La parola in turco significa "cappello nero", in riferimento all'abbigliamento tradizionale di questa tribù. Non è chiaro se i Caracalpachi di oggi, che parlano un dialetto turco indicato talora come cumano, siano rapportabili ai Caracalpachi (in russo, "Černije Klobuki" ovvero berretti neri) che nel Medioevo costituivano un insieme di tribù turche che servivano come guardie di confine per vari principati russi.

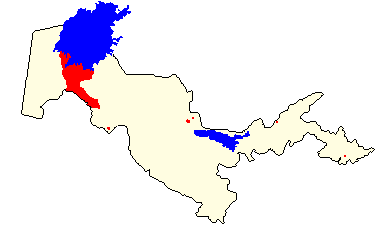
Distribuzione dei caracalpachi in Uzbekistan (in rosso)

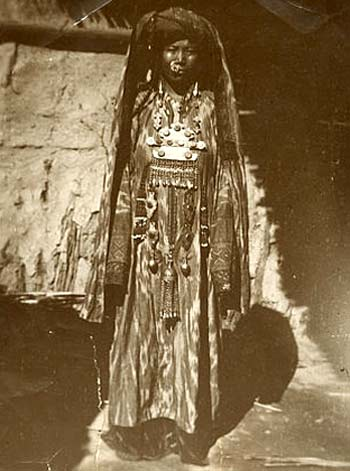
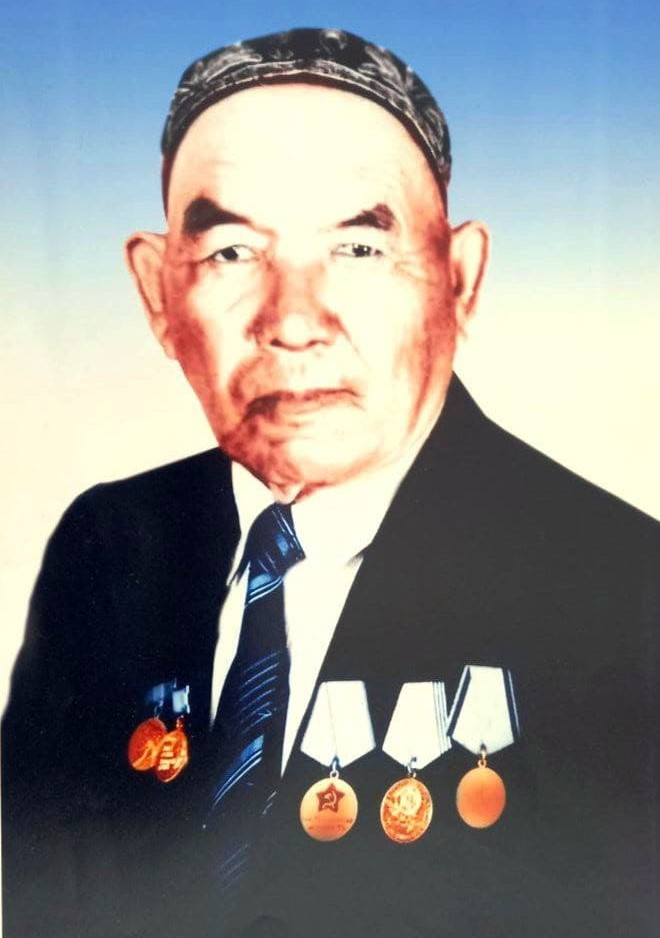
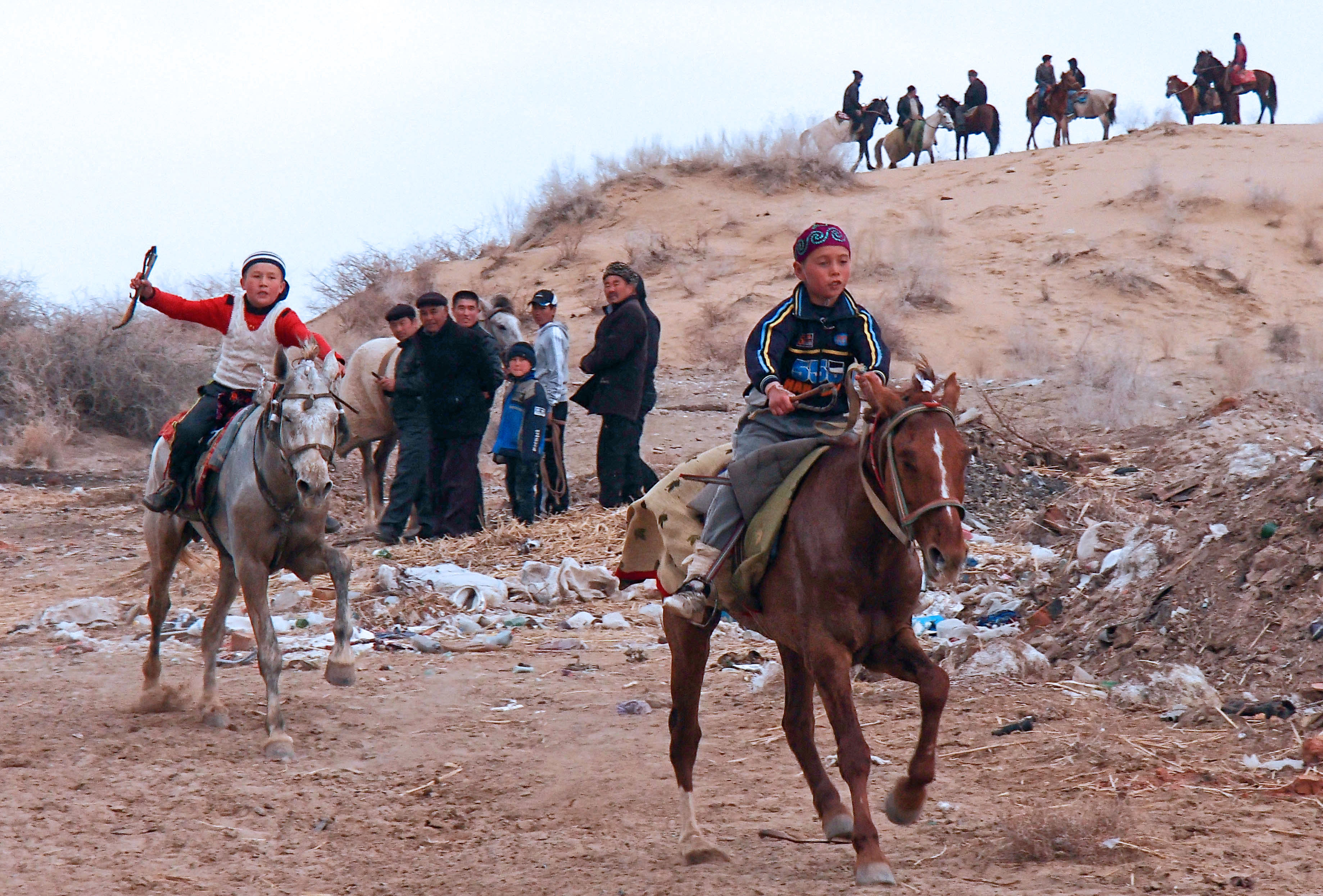
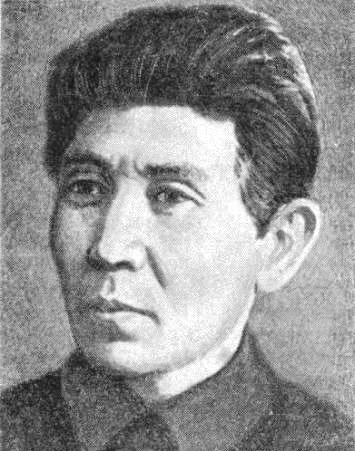
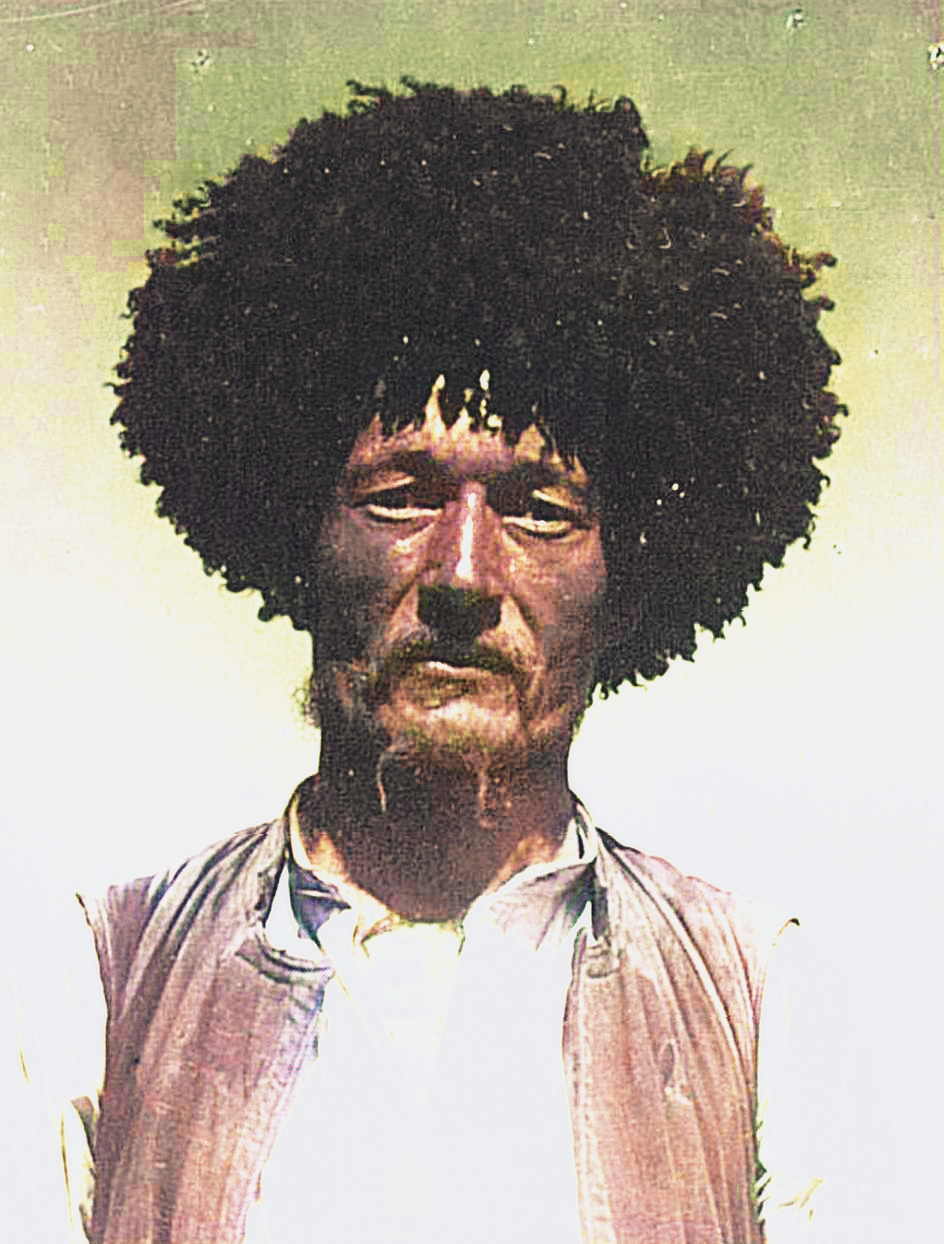
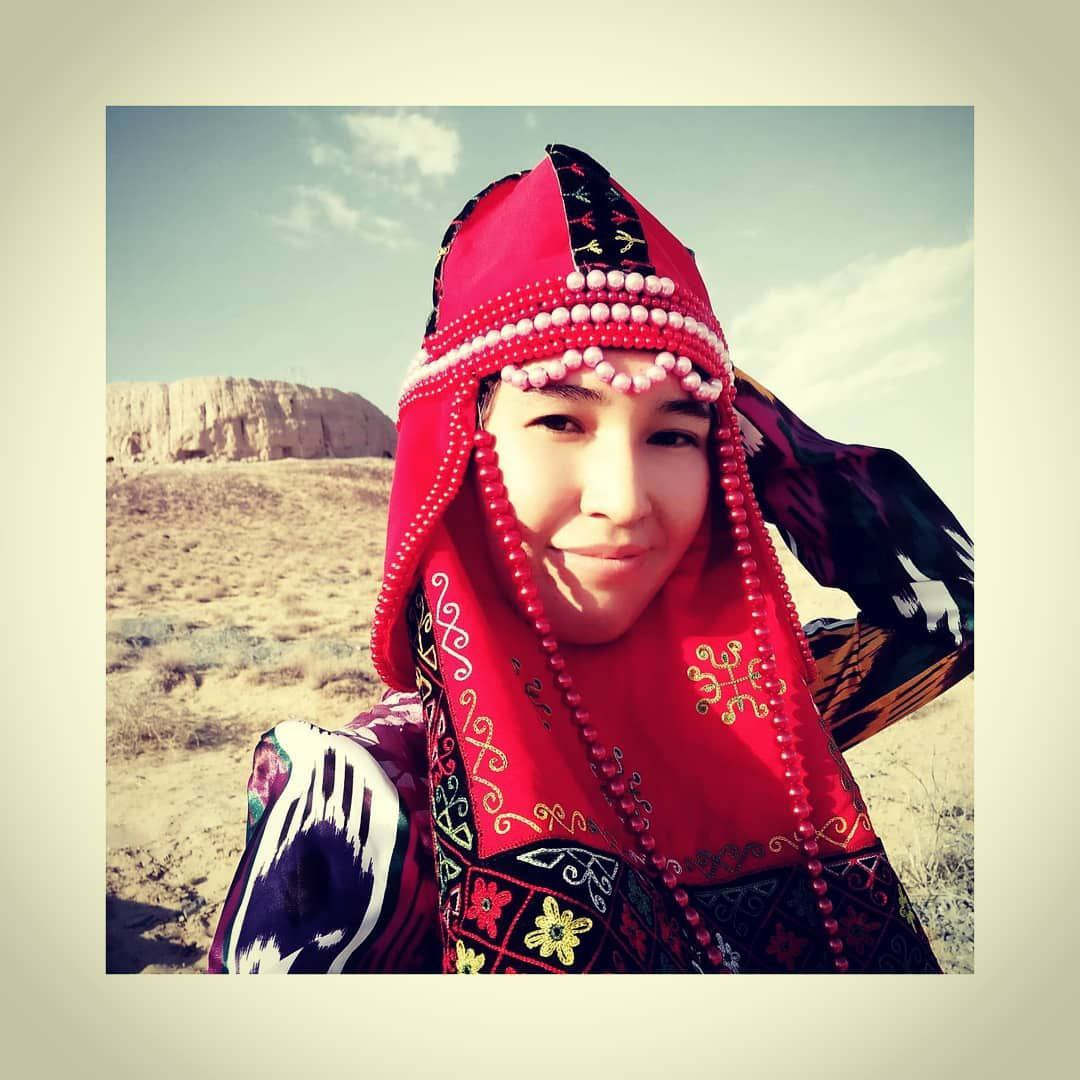
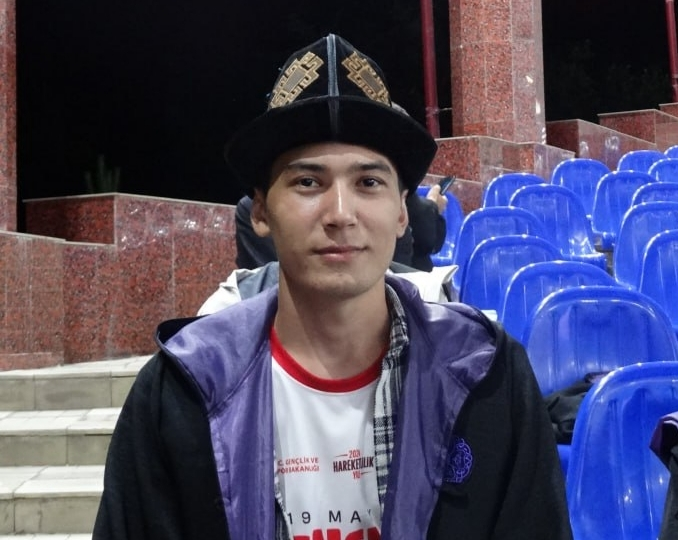
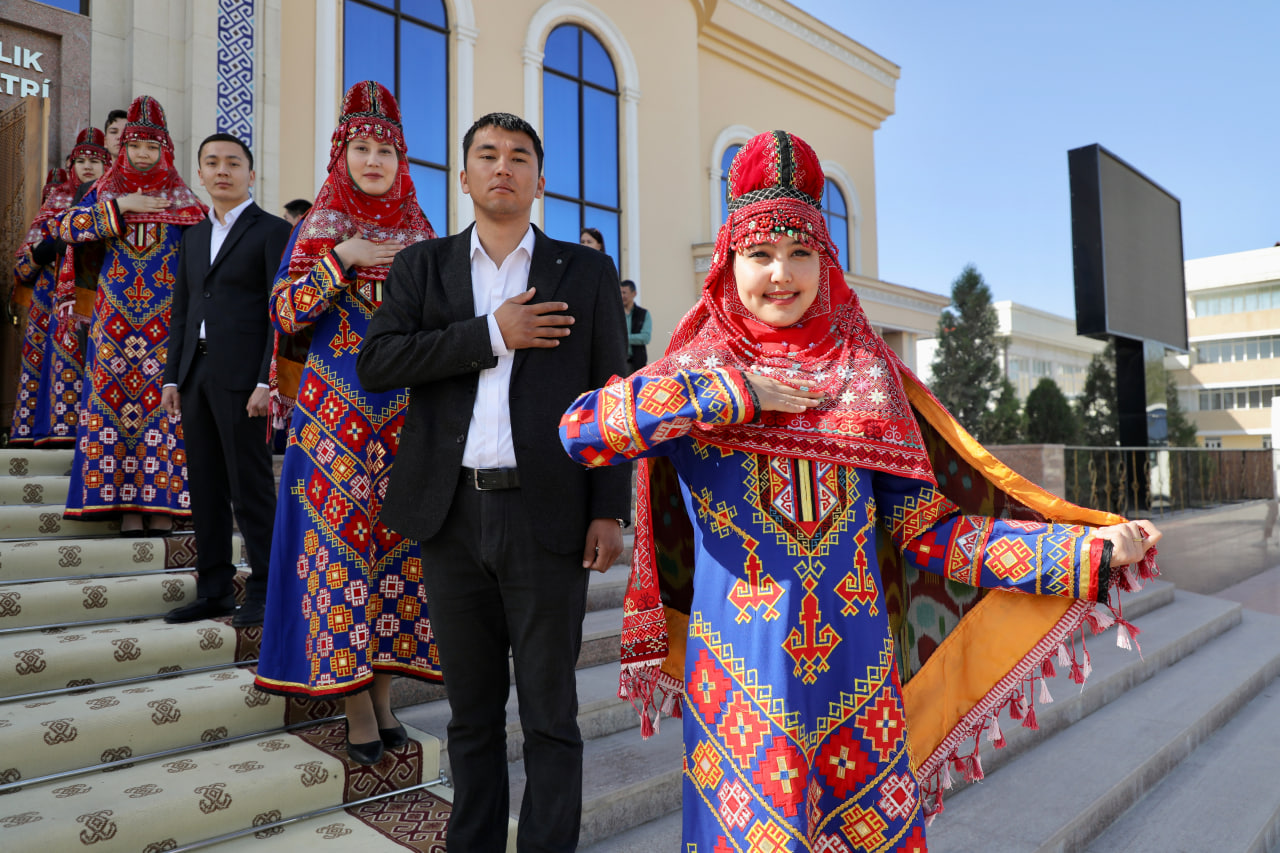
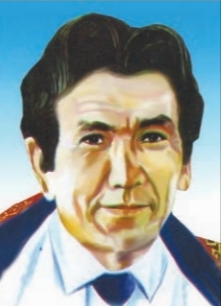

Qualcuno ipotizza che i caracalpachi possano essersi divisi in seguito all'orda kazaka verso il 1600, altri sostengono un legame con le popolazioni Nogai, delle quali rappresenterebbero una sorta di discendenza.